# Hrabstwo Derby-West Kimberley
Hrabstwo Derby-West Kimberley (Shire of Derby-West Kimberley) – jednostka samorządu terytorialnego w stanie Australia Zachodnia. Liczy 104 080 km² powierzchni i jest zamieszkiwane przez 6507 osób (2006). Ośrodkiem administracyjnym jest Derby.
Obszar ten został wydzielony w 1884 jako Zarząd Dróg West Kimberley. W 1961 uzyskał status hrabstwa, zaś zmiana nazwy na obecną nastąpiła w roku 1983. Władzę ustawodawczą stanowi rada hrabstwa złożona z dziewięciu radnych. Władzę wykonawczą sprawuje zawodowy korpus urzędniczy, kierowany przez dyrektora wykonawczego, o którego zatrudnieniu decyduje rada.
Gałęziami gospodarki dominującymi na terenie hrabstwa są hodowla bydła i owiec, rybołówstwo oraz turystyka. Na jego obszarze znajduje się też ok. 70 wspólnot aborygeńskich.
Do większych skupisk ludzkich należą Cockatoo Island, Camballin, Derby, Looma, Fitzroy Crossing i Noonkanbah.